# Ashbya gossypii
 Ashbya gossypii  (auch Eremothecium gossypii) ist ein Schimmelpilz, der mit Bäckerhefe nahe verwandt ist. Er wurde 1926 erstmals von Ashby und Nowell als Pathogen von Baumwollpflanzen beschrieben, bei denen er die so genannte Stigmatomykose verursacht. Die Krankheit betrifft die Entwicklung von Haarzellen in den Samenkapseln von Baumwolle und kann auf Zitrusfrüchte übertragen werden, die daraufhin austrocknen und zusammenfallen (Trockenfäule). A. gossypii ist ein natürlicher Überproduzent von Riboflavin (Vitamin B2), weshalb er auch industriell interessant wurde.

## Beschreibung

### Wachstum, Entwicklung und Morphologie

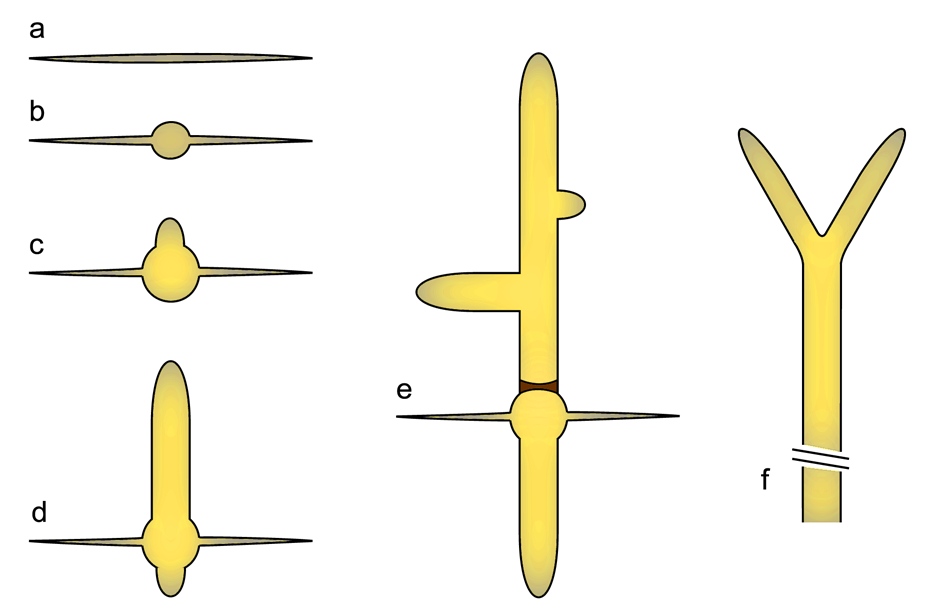
Entwicklung von der Spore zum reifen Mycel in A. gossypii. (mit frdl. Erlaubnis von Dr. Philipp Knechtle)
a) Nichtkeimende Spore
b) Isotropische Wachstumsphase in der Samenblase
c) Unipolarer Keimling
d) Zweite Keimröhre erscheint
e) Seitenzweige und Erzeugung des Septum
f) Apikale Verzweigung in reifen Hyphen

Der Lebenszyklus von A. gossypii fängt mit dem nach allen Seiten gleichmäßigen (Isotropie) Wachstum der haploiden Spore, ihrer Keimung an. Darauf folgt apikales Wachstum, das zwei Keimröhren nacheinander auf gegenüberliegenden Seiten der Keimblase hervorbringt. Weitere Achsen werden beim lateralen Abzweigen in jungem Myzel gebildet. Die Reifung ist gekennzeichnet durch apikale Abzweigungen (Spaltung von Spitzen) und einem dramatischen Ansteigen der Wachstumsgeschwindigkeit (bis zu 200 μm/h bei 30 °C), was es A. gossypii ermöglicht, eine Petrischale mit 8 cm Durchmesser in etwa 7 Tagen auszufüllen. Die Sporulation wird wahrscheinlich durch Nahrungsentzug hervorgerufen und führt zu einer Kontraktion des Septum, Zytokinese und nachfolgender Absonderung der Sporangien, die bis zu acht haploide Sporen enthalten können. Die Hyphen selbst sind im Allgemeinen durch Septa unterteilt, die zunächst als Ring erscheinen, der den Transfer von Kernmaterial zulässt; später ändert sich das Aussehen der Septa zu einer geschlossenen Scheibe. Jedes Hyphenkompartiment enthält etwa acht Zellkerne.

### Karyotyp und Genom
Die genetische Information von A. gossypii liegt im Zellkern in 7 Autosomen sowie im Kern der Mitochondrien vor. Das Genom des Stamms ATCC 10895 wurde im Jahr 2004 erstmals vollständig analysiert; es besteht aus 9 Millionen Basenpaaren und geschätzten 4.750 Genen. Es ist damit das kleinste bekannte Genom eines frei lebenden Eukaryoten. Neunzig Prozent der Gene in A. gossypii sind sowohl homolog als auch in derselben Reihenfolge (Syntänie) wie in Saccharomyces cerevisiae. Der Vorfahr beider Organismen lebte vor 100 Millionen Jahren. Während A. gossypii sich nur wenig veränderte, ereignete sich bei der folgenden Evolution der Bäckerhefe eine Genduplikation.

## Pathologie
A. gossypii und zwei weitere Pilze, die Stigmatomykose verursachen (Eremothecium coryli, Aureobasidium pullulans), machten es in der ersten Hälfte des 20. Jahrhunderts nahezu unmöglich, Baumwolle in manchen subtropischen Regionen zu kultivieren. Erst die Kontrolle der sporenübertragenden Insektenarten Dysdercus suturellus und Antestia angulosa konnte daraufhin die Infektion der Baumwolle verhindern.

## A. gossypiials Modellorganismus
Die erste gezielte Einbringung von DNA (Transformation) als Voraussetzung für weitere molekulargenetische Arbeiten zeigte, dass im Gegensatz zu anderen filamentösen Pilzen ringförmige Plasmide in A.gossypii frei replizieren. Mit Plasmiden, die A.gossypii-DNA enthalten und in dieser Region linearisiert werden, wird homologe Integration erreicht. Aufgrund seines kleinen und außerdem haploiden Genoms und bestehender effizienter Methoden zum Gene-Targeting ist A. gossypii anerkannt als Modellorganismus, insbesondere zur Untersuchung des Wachstums langer und mehrkerniger Pilzzellen. Es wird allgemein angenommen, dass ein besseres Verständnis des Hyphenwachstums die Entwicklung neuartiger Fungizide ermöglichen wird. Besonders vielversprechend ist Ashbya gossypii als Modellorganismus auch aufgrund der hohen Konservierung der Genreihenfolge (Syntänie) zwischen den Genomen von A. gossypii und Saccharomyces cerevisiae.

## Vitamin B2 (Riboflavin)
A. gosyypii produziert große Mengen an Riboflavin. A.gossypii diente zur Aufklärung des Riboflavinbiosyntheseweges. Der Organismus wird zur industriellen Produktion von Riboflavin genutzt und wurde dazu weiter optimiert.

## Taxonomische Position
In neueren Werken sind die Gattungen Ashbya, Holleya, und Nematospora synonym zu Eremothecium. Die vier Gattungen zeichnen sich durch nadelförmige Ascosporen aus, die gerade oder gebogen sein können. Die Taxa sind pathogen an verschiedenen Pflanzenarten. Phylogenetische Analysen ribosomaler RNA und DNA in den 1990er Jahren sind sich in der Auffassung einig, dass die vier Arten Kongenere sind.